# Pleuroloma flavipes
Pleuroloma flavipes är en mångfotingart som beskrevs av Rafinesque 1820. Pleuroloma flavipes ingår i släktet Pleuroloma och familjen Xystodesmidae. Inga underarter finns listade i Catalogue of Life.